# رابرت راسل بنت
رابرت راسل بنت (انگلیسی: Robert Russell Bennett؛ ۱۵ ژوئن ۱۸۹۴ – ۱۸ اوت ۱۹۸۱) یک رهبر ارکستر، نوازنده پیانو، و آهنگساز اهل ایالات متحده آمریکا بود.
وی همچنین برنده جوایزی همچون کمک هزینه گوگنهایم و جایزه اسکار بهترین موسیقی فیلم شده است.